# Bloody Bay
Bloody Bay es una localidad de Trinidad y Tobago, que forma parte de la parroquia de St. John.

## Geografía
La localidad abarca parte de la isla de Tobago y limita al norte con el mar Caribe y L'Anse Fourmi, al sur con Glamorgan (localidad perteneciente a la parroquia de St. Mary), al este con Campbleton-Charlotteville y Argyle-Kendal (esta última localidad perteneciente a la parroquia de St. Paul) y al oeste con Parlatuvier.  

## Demografía
Datos demográficos de la localidad de Bloody Bay:
| Gráfica de evolución demográfica de Bloody Bay entre 2000 y 2011 |
|                                                                  |